# Dan Blocker
Dan Blocker, all'anagrafe Bobby Dan Davis Blocker (De Kalb, 10 dicembre 1928 – Los Angeles, 13 maggio 1972), è stato un attore statunitense.
È noto al grande pubblico per il ruolo di Eric "Hoss" Cartwright nella serie televisiva western Bonanza.

## Filmografia parziale

### Cinema
- Giustizia senza legge (Black Patch), regia di Allen H. Miner (1957)
- L'uomo della legge (Gunsight Ridge), regia di Francis D. Lyon (1957)
- A un passo dalla morte (The Young Captives), regia di Irvin Kershner (1959)
- Alle donne ci penso io (Come Blow Your Horn), regia di Bud Yorkin (1963)
- La signora nel cemento (Lady in Cement), regia di Gordon Douglas (1968)

### Televisione
- Telephone Time – serie TV, episodio 2x20 (1957)
- The Restless Gun – serie TV, 5 episodi (1957-1958)
- L'uomo ombra (The Thin Man) – serie TV, episodio 1x28 (1958)
- Cimarron City – serie TV, 15 episodi (1958-1959)
- Maverick – serie TV, episodio 2x08 (1958)
- Have Gun - Will Travel – serie TV, episodio 1x29 (1958)
- Westinghouse Desilu Playhouse – serie TV, episodio 1x14 (1959)
- Bonanza – serie TV, 421 episodi (1959-1973)

## Doppiatori italiani
Nelle versioni in italiano delle opere in cui ha recitato, Dan Blocker è stato doppiato da:
- Carlo Baccarini in Bonanza (2ª parte degli episodi)
- Giancarlo Padoan in Bonanza (3ª parte degli episodi)
- Glauco Onorato in Alle donne ci penso io
- Arturo Dominici in La signora nel cemento
- Daniele Tedeschi in Zorro
- Massimo Pizzirani in Zorro (ridoppiaggio)